# Terellia luteola
Terellia luteola
 es una especie de insecto del género Terellia de la familia Tephritidae del orden Diptera. 
Christian Rudolph Wilhelm Wiedemann la describió científicamente por primera vez en el año 1830.